# Punta delle Sengie
La Punta delle Sengie (in francese, Pointe des Seinges; in patois valdostano, Pointe di Seindze) (3.408 m s.l.m.) è una montagna che fa parte del Massiccio del Gran Paradiso.

## Caratteristiche

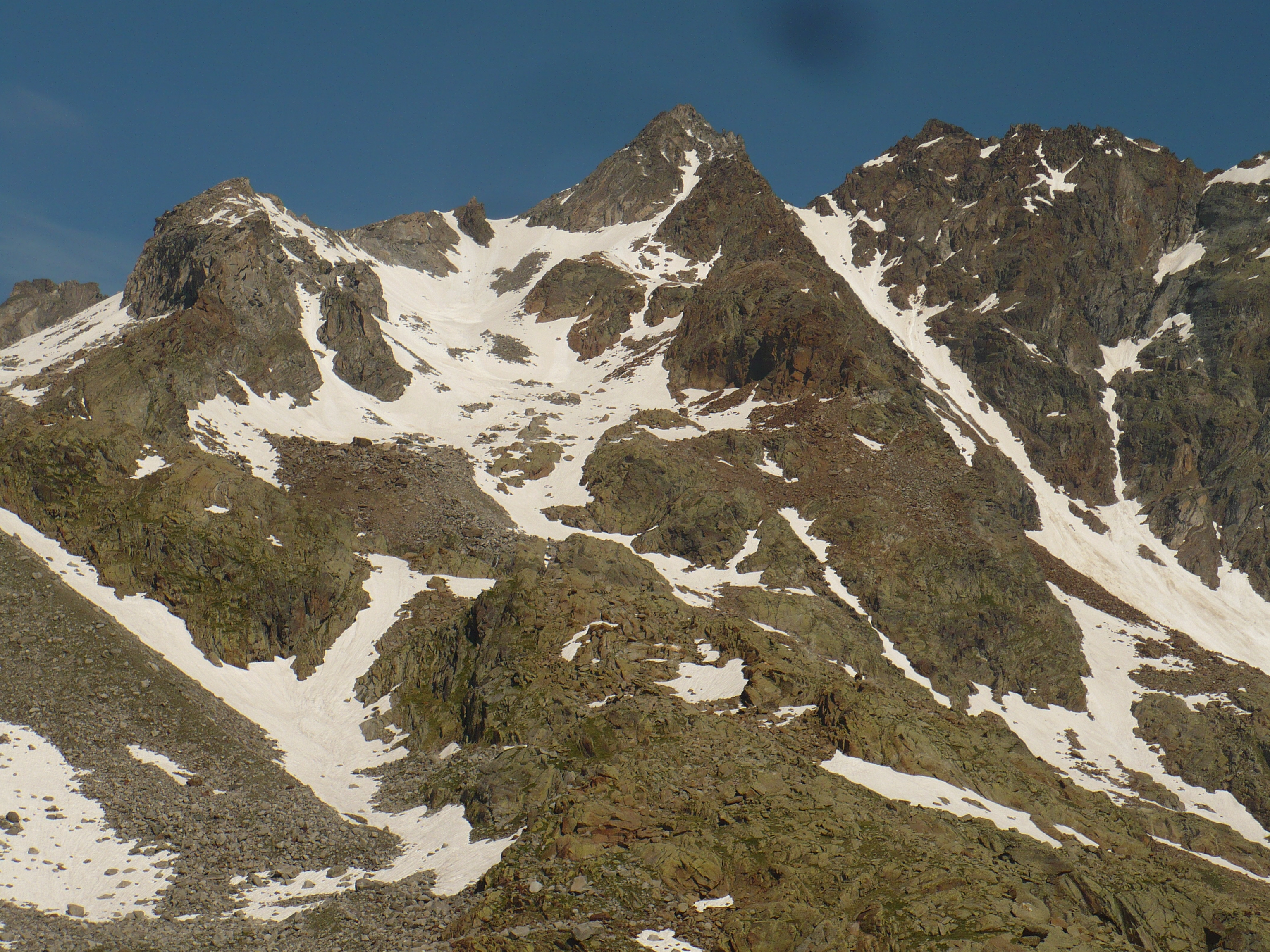
Versante piemontese della Punta delle Sengie

È la seconda vetta della cresta che, dalla Punta di Loye (2676 m) a nord, va alla Punta Ondezana (3492 m) a sud.
Dal versante valdostano la montagna si trova al fondo della Valeille (laterale della Val di Cogne; dal versante piemontese la montagna domina il Vallone di Forzo (laterale della Val Soana).
Su questa cima si trova la seraccata dell'omonimo ghiacciaio, ben visibile dalla frazione Lillaz.

## Salita sulla vetta

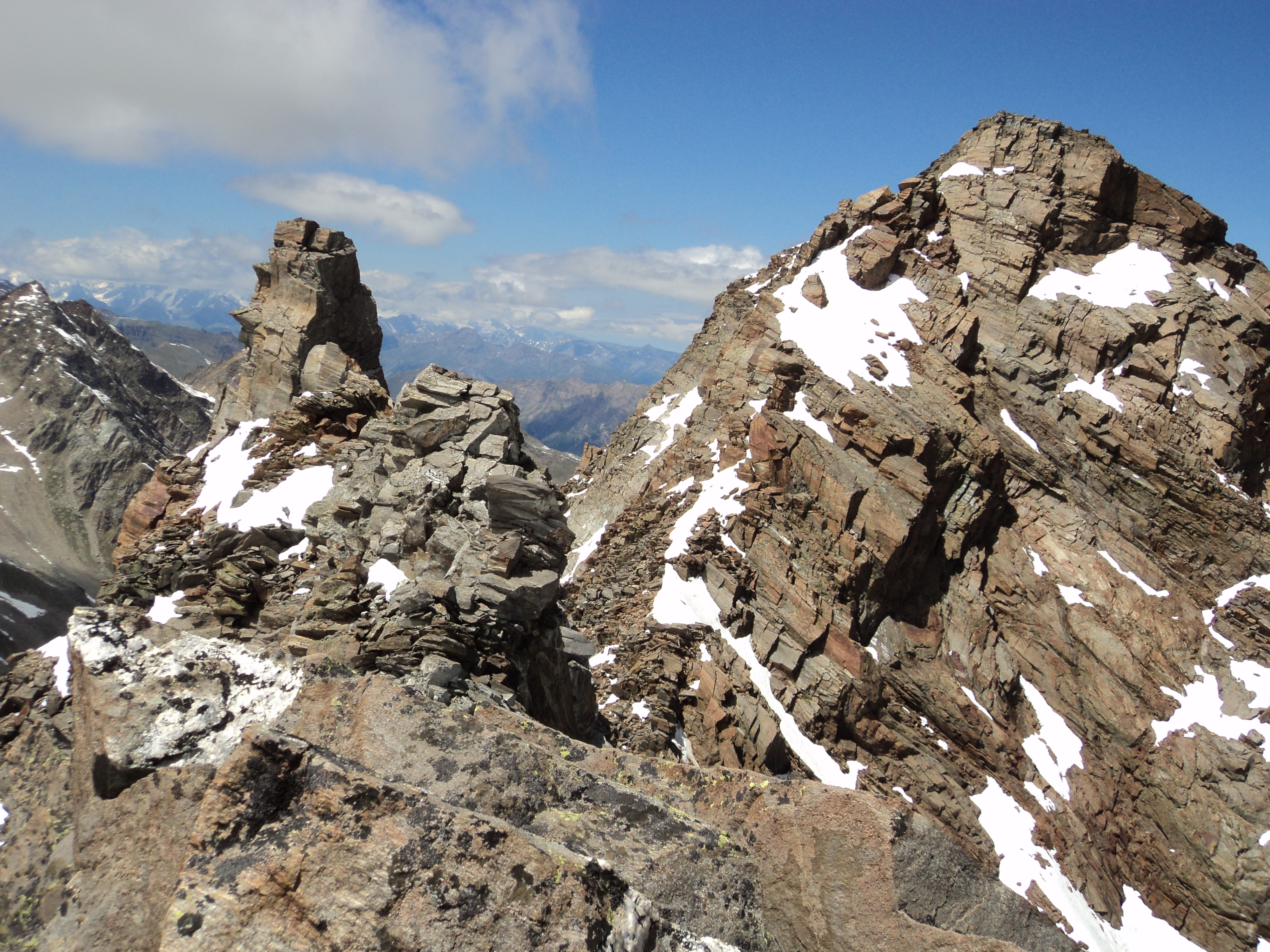
La Punta delle Sengie (a destra) e l'Ago delle Sengie (a sinistra) viste dall'anticima sud.

Dal versante piemontese si può salire sulla vetta partendo dal Bivacco Gino Revelli. Dal bivacco si risale il canalone che porta al Colle Superiore delle Sengie (3.338 m). Dal colle si sale per la cresta sud fino all'anticima; da questa aggirando l'Ago delle Sengie (3.384 m) si arriva alla vetta.
Dal versante valdostano si può salire sulla vetta partendo da Lillaz e passando dal Bivacco Malvezzi-Antoldi (2.920 m).